# 페스칼리아
페스칼리아(이탈리아어: Pescaglia)는 이탈리아 토스카나주 루카도에 있는 코무네이다. 피렌체에서 북서쪽으로 70km, 루카에서 북서쪽 15km 거리에 있다.

## 역사
페스칼리아라는 지명은 목초지를 뜻하는 라틴어 파스쿠알리아(Pascualia)에서 유래했을 것이라고 일부는 생각하며, 다른 이들은 물고기를 뜻하는 페스카레(pescare)에서 유래했다고 한다. 두 의견 모두 이 지역의 풍부한 자연 환경과 관련되어 있다.